# Codex Apel

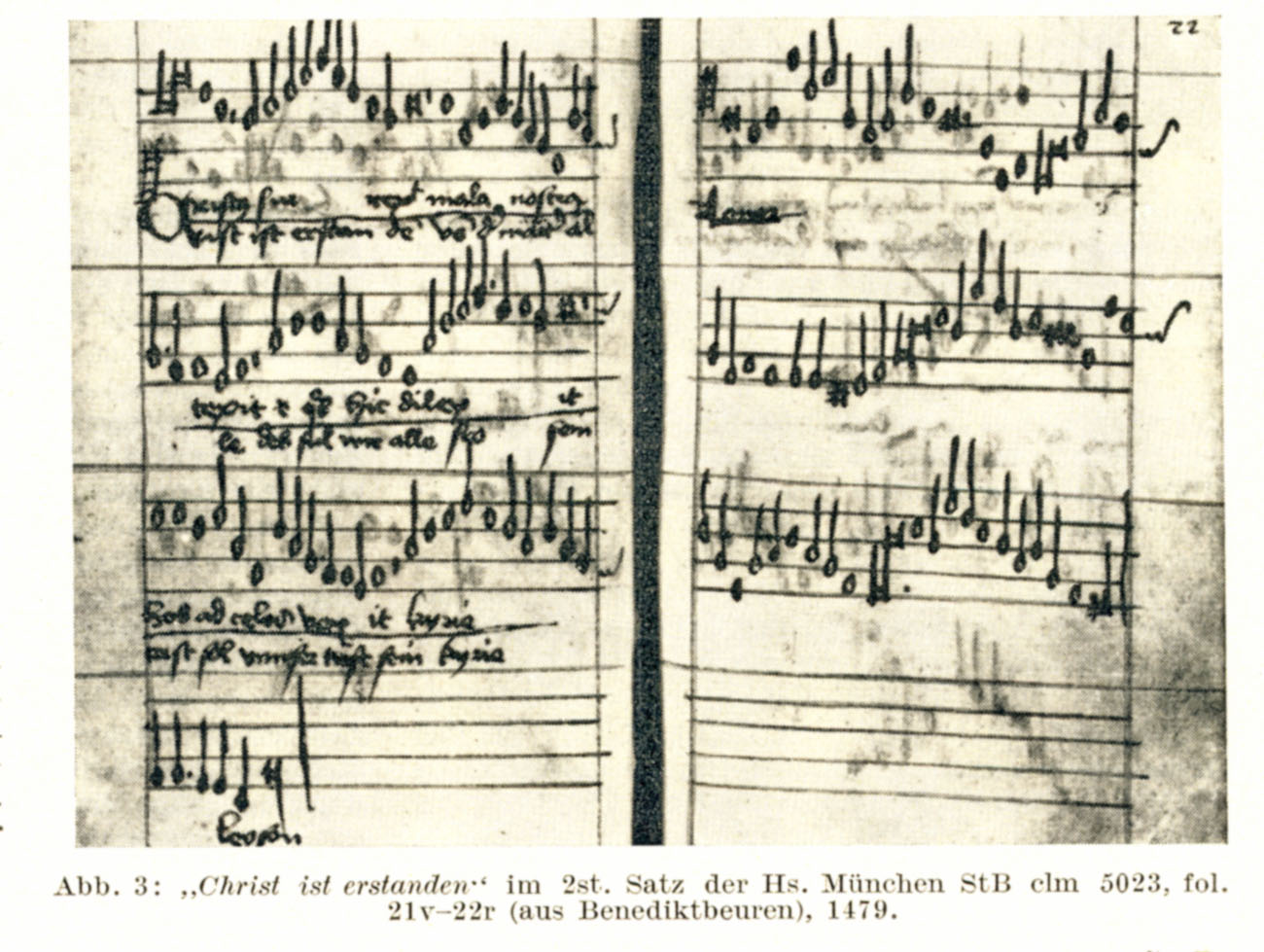
Codex Apel

Le Codex Apel est un codex allemand qui date d'environ 1500. Ce Codex constitue une importante source pour la connaissance de la musique polyphonique du XVe et XVIe siècles. Les œuvres contenues dans ce manuscrit ont été collectées par Nikolaus Apel environ entre 1490 et 1504. L'ouvrage contient 172 pièces réparties sur 260 folios, principalement de la musique religieuse d'auteurs allemands et d'Europe du Nord, et contenant des exemples de parties pour contreténor qui était une spécialité de la musique allemande de l'époque. Parmi les pièces qu'il contient, on trouve : Nich uns, o Herr et Christ ist erstanden. 
Le manuscrit est actuellement conservé à la bibliothèque de l'université de Leipzig. 

## Source
- (en) Cet article est partiellement ou en totalité issu de l’article de Wikipédia en anglais intitulé « Apel Codex » (voir la liste des auteurs).